# Trachymene clivicola
Trachymene clivicola är en flockblommig växtart som beskrevs av Boyland och A.E.Holland. Trachymene clivicola ingår i släktet Trachymene och familjen flockblommiga växter. Inga underarter finns listade i Catalogue of Life.